# الملوك السحرة (مسرحية)
مسرحية الملوك السحرة المعروفة ايضًا باسم عبادة ملوك السحرة، هي قطعة درامية بدائية من طليطلة، كُتبت على الأرجح في القرن الثاني عشر كما يُستدل من الكتابة. تم العثور عليها في مخطوطة في مكتبة الكابيلدو الكاتدرائية في طليطلة بواسطة الكاهن دون فيليبى فرنانديز باييخو، وهي محفوظة حاليًا في المكتبة الوطنية الإسبانية. أُعطيت هذا العنوان عام ١٩٠٠ من قبل عالم فقه اللغة رامون مننديث بيدال. وتُعتبر أول عمل مسرحي قشتالي و إسباني.

## النص

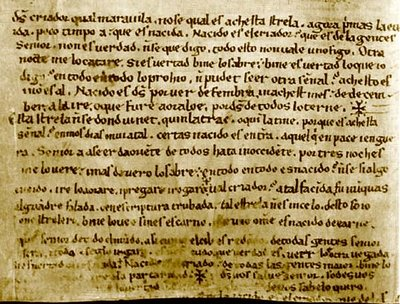
صفحة من مخطوطة توليدو حيث تبدأ مسرحية ملوك السحرة.

تم الحفاظ على ما يقرب من 147 بيتًا شعريًا بأمتار متنوعة (متعددة المقاسات)، و تُشكل نصًا غير مكتملًا. كانت تخصيص الحوارات لكل من الملوك مشكلة نظرًا لأن النص مكتوب في سلسلة متصلة كما لو كان نصًا نثريًا، دون فصل بياني. فقط بعض العلامات على النص هي التي تقسم الحوارات. في نفس المخطوطة توجد تعليقات من الكتاب المقدس، وفي ورقتين تم نسخ التمثيل.
ظهرت عبادة الملوك بالفعل في إنجيل القديس متى ، على الرغم من أنه تحدث فقط عن الحكماء دون الإشارة إلى عددهم أو أسمائهم. و قد تحول هؤلاء المجوس إلى ملوك في كتابات ترتليان (١٦٠-٢٤٥) وبرودنثيو ليصبحوا منتشرين على نطاق واسع في القرن الحادي عشر. هذا النص لا يشير إلى حقيقة كونهم ملوكًا بل يعرّفهم كفلكيين، مهتمين بدراسة النجوم. يرتبط وجود ثلاثة ملوك بوجود ثلاثة هدايا وآثار مزعومة بأنها محفوظة في كولونيا. و بالطبع، يُعد استيعاب الثالوث مهمًا جدًا، وهو أمر شائع جدًا في أدب العصور الوسطى.

أسماء الملوك تأتي من إنجيل الطفولة الأرمني وهي شائعة في النصوص الإسبانية الأخرى في ذلك الوقت. و من أكثر الجوانب تم التعليق عليها هو ما يُسمى ب"شك الملوك"، حيث يرتبط النص بإناجيل الطفولة الفرنسية الملفقة التي تظهر فيها تقديم هدايا متنوعة و التي تثبت ألوهية المولود الجديد.

"إذا كان ملكًا على الأرض، سيريد الذهب؛ إذا كان إنسانًا فانياً، سيأخذ المُرّ؛ إذا كان ملكًا سماويًا، سيترك هذين الاثنين و يأخذ المقعد الذي يليق به."

يأخذ العمل عناصر كثيرة من التقاليد المنتشرة إلى جانب عناصر أخرى أقل إنتشارًا (الشك) وأخرى ذات أصالة كاملة مثل نزاع الكتبة.

يعتبر هذا المسرح الرومانسكي، المرتبط بأوردو ستيياي، دراما دينية، ساهمت في توسيع الوظيفة المقدسة و هي وظيفة رجال الدين، عادة في هذه الحالة، في كاتدرائية طليطلة خلال فترة عيد الميلاد.

مذبحة ميدلبورج في برلين خلال عام ١٤٥٠ تقريبًا

تصف الحلقة المسرحية "الملوك" ميلشور، وجاسبار، وبلتاسار وهم يتبعون النجم في رحلتهم إلى بيلين وزيارتهم للملك ارودس. على الرغم من عدم وجود أي قيود على المسرح من أي نوع، فإن التمثيل عادةً ما يُقسّم إلى خمس مشاهد. المشهد الأول هو ثلاثة مونولوجات متناسقة حيث يناقش فيها العلماء اكتشاف نجم جديد ومعناه المُحتمل. المشهد الثاني يعرض السحرة الذين قرروا استخدام الهدايا لاكتشاف الطبيعة الحقيقية للطفل. المشهد الثالث يظهر المجوس و هم يزورون قصر ايرودس. بعد ذلك (المشهد الرابع) يأتي مونولوج لايرودس الذي يخشى ولادة الملك الجديد ويدعو حكماءه لمناقشة ما حدث. وأخيراً يتم قطع العرض في المشهد الخامس.

يُظهر العمل اهتمام المؤلف بتقريب الحبكة من زمن الكتابة كما يتضح من وظائف الحكماء (العبّاد، الحكام، الكتبة، النحويين) الذين كان يعرفهم الجمهور عادة. وبالمثل، فإن الإشارة إلى زيف اليهود على لسان الحاخامات هو حيلة أيديولوجية. يأخذ العمل من التقاليد العصور الوسطى، الاستخدام الحر للزمان والمكان، مما يصعّب من عرضه على المسرح. ولذلك، يُعتقد أن العمل كان يُمثّل على مسرح متعدد المستويات حيث يتم وضع الممثلين.
بالنسبة لتعدد الوزن في النص، فإن أغلبية الأبيات تتكون من الألخاندرينوس (14 مقطع)، تساعي المقطع، والسباعي المقطع. كما تم الإشارة إلى محاولة الكاتب الكتابة باللغة العامة للسكان الطليطليين المتنوعين.
• Bibliotheca Augustana Consultado en diciembre de 2013
• Lapesa, Rafael. De la Edad Media a nuestros días. Estudios de historia Literaria Madrid 1967
```
•Wikisource contiene obras originales de o sobre Auto de los Reyes Magos.
```

•Museo Auto de los Reyes Magos en Córdoba(España).
•Auto de los Reyes Magos, digitalizado y accesible en la Biblioteca Digital Hispánica de la Biblioteca Nacional de España Control de .autoridades